# 中村駿介
中村 駿介（なかむら しゅんすけ、1994年5月16日 - ）は、埼玉県新座市出身の元サッカー選手、現代理人。株式会社C.T.C CEO。現役時代のポジションはミッドフィールダー。

## 経歴
浦和レッズのアカデミー出身。2012年に2種登録選手としてトップチームに登録されている。高校卒業後は専修大学に進学、2017年9月にマルタ2部のQrendi F.C.と契約を結んだ。18-19シーズンにマルタプレミアリーグPietà Hotspurs F.Cへの移籍。ハーフシーズンをプレーした後、ラトビア1部リーグのヴァルミエラ・グラスViAへ移籍した。
2020年1月27日、インドネシア・リーガ1のペルセラ・ラモンガンに移籍。
2020年7月7日、現役引退を表明。その後は株式会社C.T.C代表としてサッカー選手の代理人やセカンドキャリアサポートを主におこなっている。
2025年01月01日、イタリアで開催されたキングス・リーグのW杯版『キングス・ワールドカップ・ネーションズ』に日本代表として出場した。